# Bernard Cyril Freyberg
El Tinent General Bernard Cyril Freyberg, 1r Baró Freyberg, VC, GCMG, KCB, KBE, DSO amb 3 Barres (21 de març de 1880 — 4 de juliol de 1963), és potser el soldat i comandant militar més famós de Nova Zelanda, arribant a servir com a Governador General de Nova Zelanda. Va ser oficial de l'Exèrcit britànic durant la I Guerra Mundial, durant la qual guanyà la Creu Victòria. Durant la II Guerra Mundial comandà la Força Expedicionària de l'Exèrcit de Nova Zelanda durant la batalla de Creta, la Campanya del nord d'Àfrica i la batalla de Monte Cassino.

## Biografia
Freyberg nascut a Richmond, Londres (Anglaterra) es mudà a Nova Zelanda amb els seus pares amb només dos anys. Allà assistí al Wellington College entre 1897 i 1904. Era un nedador fort, guanyant el Campionat de 100 yardes de Nova Zelanda el 1906 i el 1910.
El 22 de maig de 1911 es pogué registrar oficialment com a dentista. Treballà com a adjunt a Morrinsille i després a Hamilton i a Levin. Mentre que estava a Morrinsville va ser reclamat per a un càrrec de subaltern a l'Exèrcit Territorial, però no va tenir èxit en obtenir el nomenament d'oficial.
Freyberg abandonà Nova Zelanda al març de 1914. Se sap que passà per San Francisco i per Mèxic, a on potser participà en la guerra civl. Després de sentir les notícies de l'esclat de la guerra a Europa a l'agost de 1914, tornà a Anglaterra.

## Primera Guerra Mundial
A finals de 1914 trobà a Winston Churchill, llavors Primer Lord de l'Almirallat, i el persuadí perquè li atorguessin rang d'oficial al Batalló Hood, de la novament constituïda Divisió Reial Naval. El 1915 participà en la campanya dels Dardanels. Durant els desembarcaments inicials de les tropes aliades, després del fracassat intent de travessar els estrets pel mar, Freyberg nedà fins al Golf de Saros. Un cop a costa, començà encendre bengales per tal de distreure l'atenció dels turcs conforme els desembarcaments autèntics s'estaven realitzant a Gal·lípoli. Tot i l'intens foc turc, retornà intacte, rebent per aquesta acció la seva primera Orde del Servei Distingit. Rebé serioses ferides en diverses ocasions i abandonà la península quan la seva divisió va ser evacuada el gener de 1916.
Freyberg va ser enviat a França al maig de 1916, rebent la Creu Victòria durant la Batalla del Somme. El 13 de novembre de 1916, a Beaucourt-sur-Ancre, després que el seu batalló hagués portat a terme l'assalt inicial contra les trinxeres enemigues, va aconseguir reagrupar als seus homes i els dirigí a un atac d'èxit contra el seu objectiu secundari, assalt durant el qual va resultar ferit dues vegades, però restà al comandament i mantingué la posició durant aquell dia i durant la nit següent. Al rebre reforços durant el matí següent, atacà i capturà un poble densament fortificat, capturant 500 presoners. Tot i ser ferit dos cops més (la segona seriosament), Freyberg refusà ser evacuat fins que hagués donat les darreres instruccions.
Durant el període en què va estar al Front Occidental, la conducta de Freyberg seguí sent exemplar. El seu lideratge, això no obstant, va tenir un cost: va rebre 9 ferides durant el seu servei a França, i els homes que servien amb ell deien que amb prou feines no hi havia un tros del seu cos que no tingués cicatrius.
Freyberg va ser temporalment promogut al rang de brigadier, comandant una brigada a la 58a Divisió a l'abril de 1917, la qual cosa el convertí en el general més jove de tot l'Exèrcit britànic (només tenia 37 anys). Quan la guerra va acabar, Freyberg havia afegit dues DSO i la Creu de Guerra francesa, i va ser citat 5 cops més als Despatxos després de la seva acció a Saros.

## Període d'entreguerres
Freyberg romangué sent oficial en actiu després de la conclusió de la I Guerra Mundial. El 14 de juny de 1922 es casà amb Barbara McLaren, filla de Sir Herbert Jeyll i vídua de l'Honorable Francis McLaren. Barbara ja tenia 2 fills del seu matrimoni anterior, i la parella en va tenir un altre, Paul, nascut el 1923. Freyberg serví com a Cap d'Estat Major de la 44a Divisió de l'Exèrcit Territorial, entre altres càrrecs.

## Segona Guerra Mundial

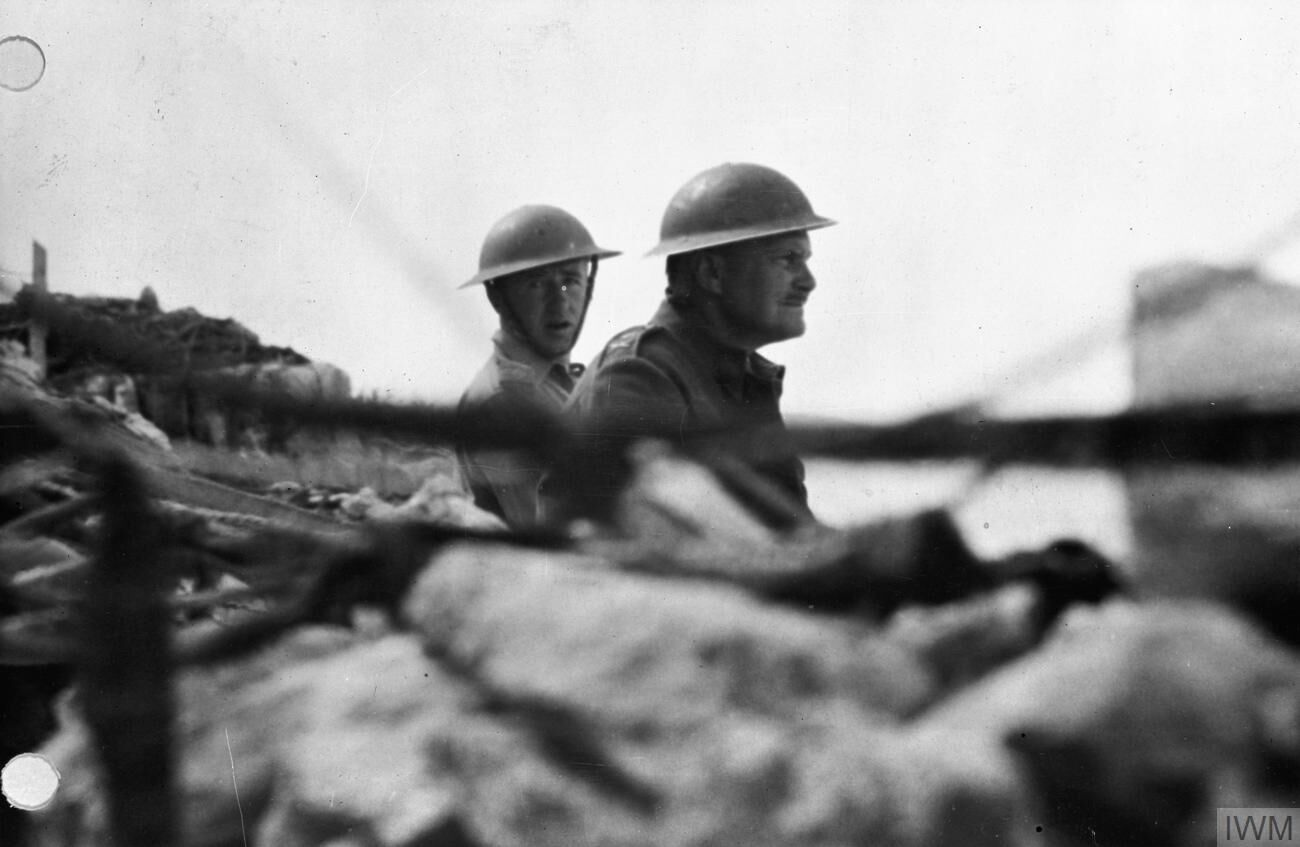
El Tinent General Freyberg durant la batalla de Creta.

L'Exèrcit britànic havia classificat a Freyberg com a inútil pel servei actiu el 1937, però amb l'esclat de la guerra al setembre de 1939 retornà al servei actiu. Després d'una aproximació al govern neozelandès, Freyberg oferí els seus serveis i immediatament va ser nomenat comandant de la 2a Força Expedicionària Neozelandesa i de la 2a Divisió Neozelandesa.
Durant el caos de la retirada de la Campanya dels Balcans de 1941, Londres atorgà a Freyberg el comandament de les forces aliades durant la batalla de Creta. La controvèrsia envolta sobre el seu ús dels missatges d'intel·ligència proveïts per ULTRA durant la batalla.
Freyberg seguí comandant la 2a Divisió neozelandesa durant les campanyes del Nord d'Àfrica i Itàlia del 8è Exèrcit britànic. Tenia una reputació excel·lent com a tàctic a nivell de divisió. Freyberg sovint entrà en desacord amb el seu superior, el General Auchinleck, i insistí que com a comandant d'un contingent nacional tenia el dret de refusar obeir ordres, si aquestes anaven en contra dels interessos nacionals neozelandesos. Per un altre costat, va tenir una gran relació amb Bernard Montgomery, que tenia una gran opinió de l'experimentat neozelandès. Freyberg era excel·lent planejant atacs per etapes, com l'Operació Supercharge a El Alamenin, l'Operació Supercharge II a Tebaga Gap i a la línia Senio el 1945. No obstant això, en les dues ocasions en què comandà un Cos d'Exèrcit (Tebaga Gap i Monte Cassino), els resultats no van ser tan espectaculars. Durant tota la guerra mostrà una afecció pel perill. Mostrà preocupació pel confort dels soldats, actuant amb sentit comú vers a la disciplina. Va ser un comandant molt popular entre la tropa neozelandesa quan deixà el comandament (amb rang de Tinent General) el 1945.

## Després de la guerra
Després del seu retir de l'exèrcit, Freyberg serví com a Governador General de Nova Zelanda entre 1946 i 1952. En aquesta posició desenvolupà un paper molt actiu, visitant totes les zones de Nova Zelanda i les seves dependències.
La Corona l'elevà al peerage com Baró Freyberg de Wellington a Nova Zelanda i de Munstead al comtat de Surrey el 1951.

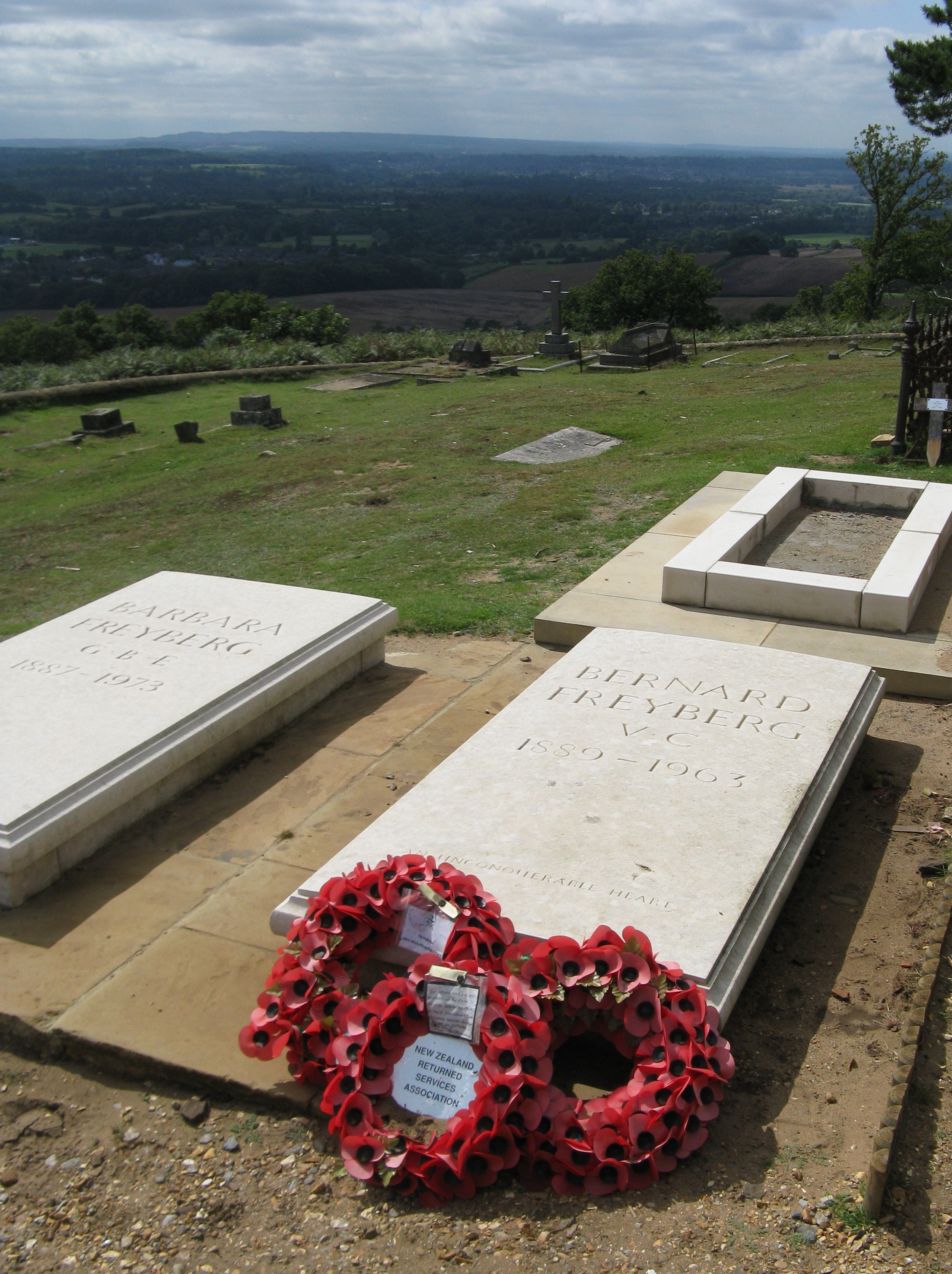
Tomba de Bernard Freyberg

Després de finalitzar el seu mandat com a Governador General, Freyberg retornà a Anglaterra, participant sovint en les reunions de la Cambra dels Lords. L'1 de març de 1953 va ser nomenat Tinent Governador del Castell de Windsor. El 1955 s'inaugurà la Freyberg High School a Palmerston North, a Nova Zelanda.
Freyberg va morir a Windsor el 4 de juliol de 1963, després de la ruptura d'una de les seves múltiples ferides de guerra, i va ser enterrat al cementiri de l'església de Saint Martha on the Hill a Guildford (Surrey).
Promocions
 Capità - 05/03/1919 (en funcions: 19/05/1916)
 Major - 03/06/1927 (en funcions: 03/06/1917)
 Tinent Coronel - 04/02/1929 (en funcions: 19/05/1916-14/11/1916; 25/02/1917-20/04/1917)
 Coronel - 06/03/1931 (antiguitat: 01/01/1922)
 Major General - 16/07/1934 (retirat 16/10/1937) - 23/09/1943, (torna a files: 02/11/1939)
 Tinent general - 28/11/1945 (antiguitat 08/05/43; en funcions: 01/03/1942 -27/11/1945)

## Condecoracions
Creu Victòria

 Gran Creu de l'Orde de Sant Miquel i Sant Jordi 

 Comandant de l'Orde del Bany 

 Comandant de l'Orde de l'Imperi Britànic 

 Orde del Servei Distingit amb tres barres 

 Cavaller de l'Orde de Sant Joan de Jerusalem 

 Estrella de 1914-15 

 Medalla Britànica de la Guerra 1914-20 

 Medalla de la Victòria 1914-1918 

 8 Mencions als Despatxos (02/07/1915 - 22/05/1917 - 11/12/1917 - 20/12/1918 - 05/07/1919 - 15/12/1942 - 24/06/1943 - 29/11/1945) 

 Estrella de 1939-45 

 Estrella d'Àfrica 

 Estrella d'Itàlia 

 Medalla de la Guerra 1939-1945 

 Medalla del Servei a la Guerra (Nova Zelanda) 

 Medalla del Jubileu de Plata del Rei Jordi V 1935

 Medalla de la Coronació del Rei Jordi VI 1937 

 Medalla de la Coronació de la Reina Elisabet II 1953 

 Comandant de la Legió del Mèrit (Estats Units) 

 Gran Comandant del Reial Orde de Jordi I (Grècia) 

 Creu a la Valentia en Or (Grècia) 

 Creu de Guerra de Primera Classe (Grècia)